# Schron w Okienniku
Schron w Okienniku – schron w Dolinie Będkowskiej we wsi Będkowice w województwie małopolskim, w powiecie krakowskim, w gminie Wielka Wieś. Jest to rejon Wyżyny Olkuskiej w obrębie Wyżyny Krakowsko-Częstochowskiej.

## Opis obiektu
Znajduje się w orograficznie lewych zboczach Doliny Będkowskiej, w skale Okiennik Będkowski z widocznym z dna doliny oknem skalnym. Otwór schroniska znajduje się na wysokość 10 m nad dnem doliny. Za otworem o północno-zachodniej ekspozycji znajduje się stromo wznoszący się korytarzyk przechodzący w niedostępną szczelinę. Jego spąg przykrywają liście, ziemia i wapienny gruz. Występują nacieki w postaci mleka wapiennego i grzybków naciekowych. Schron jest suchy i widny. Na jego ścianach rozwijają się glony mchy i porosty. Ze zwierząt obserwowano kosarze, pają ki i muchówki.
Obiekt został po raz pierwszy opisany przez J. Nowaka we wrześniu 2009 r. On też wykonał jego plan.

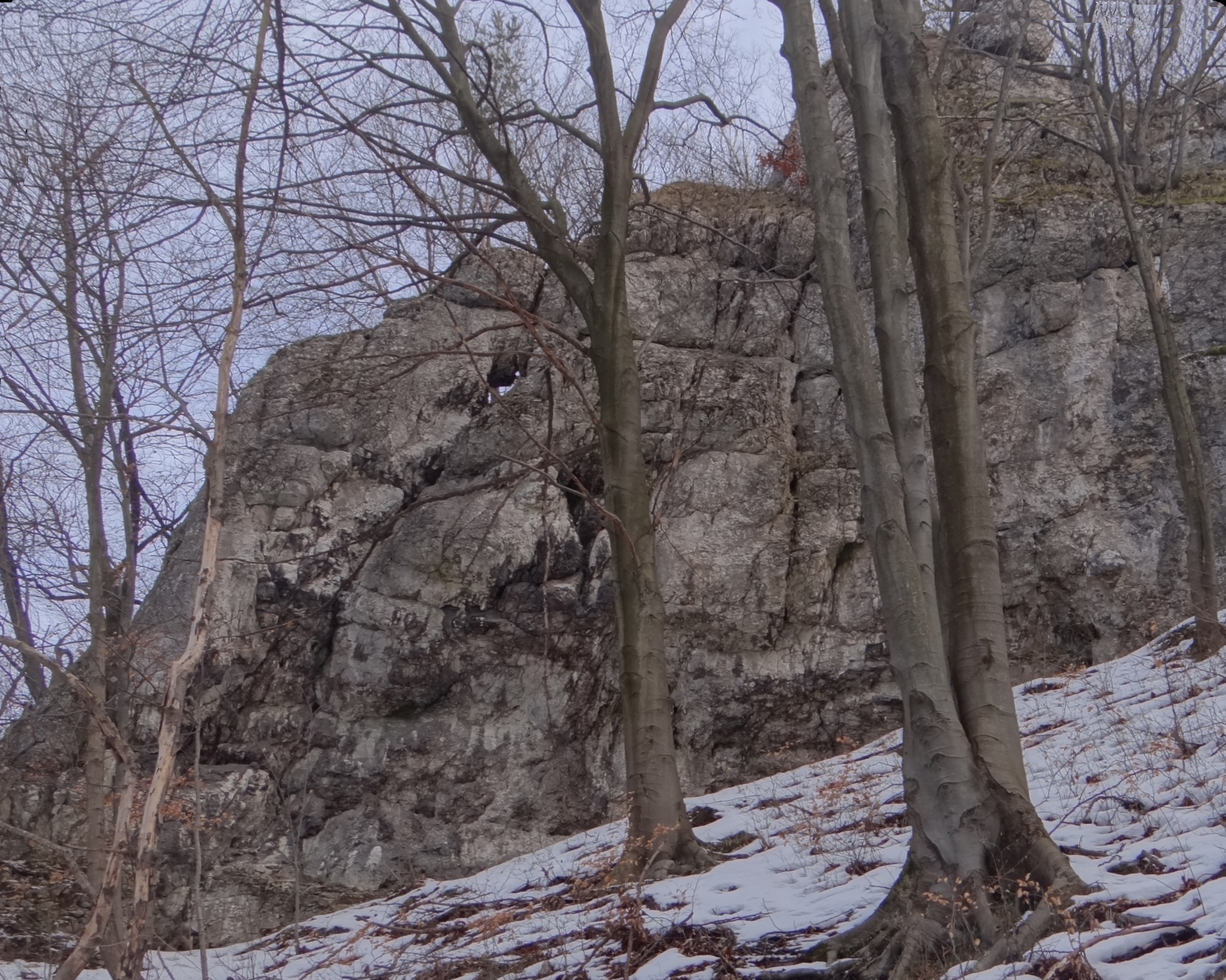
Okiennik Będkowski